# Структура почвенного покрова
Структура почвенного покрова (СПП) — закономерное пространственное размещение почв на небольших территориях, выявляемое при детальном картографировании их почвенного покрова и образованное многократным повторением одного или нескольких различных основных образующих её элементов — почвенных комбинаций (ПК), каждая из которых содержит все почвы, являющиеся компонентами СПП с характерными для них взаимосвязями.
Определение по ГОСТу:
Почвенный покров — совокупность почв, покрывающих земную поверхность.
Структура почвенного покрова — пространственное расположение элементарных почвенных ареалов, в разной степени генетически связанных между собой и создающих определенный пространственный рисунок.
СПП не следует смешивать с зонально-провинциальным строением почвенного покрова: для второго явления характерен не только больший масштаб, но и уникальность слагающих его компонентов, отсутствие генетической связи между ними, обусловленность изменением климата, а не геолого-геоморфологических и биологических компонентов ландшафта, как у СПП.
Под структурой почвенного покрова (СПП) конкретной территории понимается закономерное пространственное размещение почв, связанное с литолого-геоморфологическими и геоботаническими условиями. Это понятие относится к небольшим территориям в отличие от планетарно-континентальных и зонально-провинциальных закономерностей размещения почв, для которых главным фактором является биоклиматический.

## Причины неоднородности почвенного покрова
В природе практически не бывает таких ситуаций, чтобы на много километров простиралась какая-нибудь одна почва с неизменными в пространстве свойствами. Очевидно, что различия почв обусловлены различиями в факторах почвообразования. Из классических 5 факторов не участвуют в формировании СПП климат и время. Климат не меняется на характерных для СПП расстояниях и, следовательно, оказывая не дифференцирующее, а нивелирующее воздействие на почвы. Он, однако, в числе других факторов, задаёт набор возможных на данной территории составляющих СПП. Различия в длительности почвообразования на разных участках земной поверхности не оказывают непосредственного влияния на СПП, однако в ряде случаев они воздействуют на СПП через другие факторы. Таким образом, на формирование неоднородности почвенного покрова влияют различия положения почв в рельефе, воздействие живых организмов и неоднородность почвообразующих пород.
Фридланд произвёл следующую перегруппировку этих факторов применительно именно к СПП:
- Рельеф, как перераспределитель влаги, растворимого вещества и тепла,
- Процессы рельефообразования, идущие параллельно с почвообразованием (водная эрозия, дефляция, аллювиальные и пролювиальные процессы, карст, суффозия),
- Мерзлотные явления и неоднородность снежного покрова,
- Неоднородность почвообразующих пород,
- Воздействие грунтовых вод,
- Пестрота растительного покрова,
- Воздействие животного мира,
- Деятельность человека.

В образовании СПП большое значение играют случайные явления. Так, можно точно предсказать при известных значениях перечисленных факторов какими элементами будет представлен почвенный покров той или иной области, но где будут располагаться эти элементы — невозможно.

## Элементарный почвенный ареал
Почвенный покров континуален (хотя и в известной степени разорван выходами горных пород, водными пространствами и т. п.), однако для описания и изучения его структуры необходимо выделить некоторые исходные структурные единицы с заданными границами. Такой исходной единицей СПП в советской, а затем и российской школе почвоведения принято считать элементарный почвенный ареал (ЭПА) — почвенное образование, внутри которого отсутствуют какие-либо почвенно-географические границы. Он образован почвой относящейся к какой-либо одной классификационной единице наиболее низкого ранга и со всех сторон ограничен другими ЭПА или непочвенными образованиями. При этом почвы соседних ЭПА могут различаться на любом ранге классификации, в том числе на уровне типа. Почвы внутри ЭПА не однородны, однако варьирование их свойств происходит в амплитуде, допускаемой определениями наиболее низких единиц классификации.
Элементарный почвенный ареал - первичный компонент почвенного покрова, который представляет собой площадь, занимаемую почвой, относящейся к одной классификационной единице наиболее низкого ранга.
В иностранной литературе имеются близкие к ЭПА понятия: полипедон (почвенный индивидуум) в американской, педотоп в немецкой, женон во французской. Подобные понятия используются в ландшафтоведении (эпиморфа, элементарный ландшафт, биогеоценоз и др.) а также геоботанике (фитоценоз), границы этих образований и ЭПА не всегда совпадают.
Выделяют гомогенные и гетерогенные ЭПА. В свою очередь гетерогенные делятся на регулярно-циклическими или спорадически-пятнистыми. Регулярно-циклические ЭПА представлены сетью многоугольников, в пределах каждого из которых осуществляется вся амплитуда свойств, наблюдаемая для ЭПА в целом (при этом один ЭПА может быть образован и несколькими классификационно-различными почвами при условии что их различия количественные, а не качественные). Образуются они обычно в условиях растрескивания почвы при недостатке влаги или морозобойного. В составе спорадически-пятнистого ЭПА выделяются так называемые предельные структурные элементы (ПСЭ).
ПСЭ — это небольшие участки, характеризующиеся своеобразными почвами и ограниченные распространением фактора, определяющего это своеобразие. Среди примеров ПСЭ можно назвать пятна зоогенно-перерытых почв, пятна подзолистых почв с мощным торфяным горизонтом на месте сгнивших пней, особые почвы муравейников и т. п. Они имеют исключительно биогенную природу, из-за чего их нельзя выделять в качестве ЭПА — их границы почвенные, но не почвенно-географические. Для выделения ПСЭ его почва и почва фонового ЭПА должны различаться хотя бы на уровне разряда.

## Почвенные комбинации
Почвенные комбинации (ПК) представляют собой более сложные чем ЭПА единицы СПП и образованы чередующимися в пространстве и в той или иной степени генетически связанными ЭПА. Они представляют собой наименьшие целостные участки СПП, содержащие все её компоненты в типичных для неё взаиморасположениях и взамиоотношениях.
По происхождению, характеру строения и генетической связи между ЭПА выделяют шесть групп ПК:
- Комплексы — обусловлены микрорельефом, в связи с чем движение вещества между залегающими на разных элементах рельефа почвами двустороннее и генетическая связь их обоюдная. Почвы контрастно различаются.
- Пятнистости — то же что комплексы, но почвы слабоконтрастны.
- Сочетания — обусловлены мезорельефом, обмен веществом между почвами на разных его элементах односторонний: вышезалегающие почвы воздействуют на нижезалегающие, но не наоборот.
- Вариации — то же что сочетания, но почвы слабоконтрастны.
- Мозаики — обусловлены различиями в почвообразующих породах, их компоненты практически не имеют генетической связи друг с другом, представлены резко контрастными почвами.
- Ташеты — представлены слабоконтрастными почвами, не имеющими генетической связи друг с другом, формируются под воздействием биологических факторов, например, смены растительности.

Также ПК разделяют на два уровня сложности:
- Простые — состоят только из ЭПА и представляют собой второй после ЭПА уровень СПП.
- Сложные — состоят из простых ПК иногда наряду с отдельными ЭПА, это третий уровень СПП. Сложными могут быть только сочетания, вариации, мозаики и ташеты.

Также существует еще одно деление ПК на фоновые и бесфоновые. Фоновой называется комбинация, образованная одним дырчатым ЭПА, в которые вкрапляются другие ЭПА.

### Способы сокращённой записи
Для сокращённой записи почвенных комбинаций обычно используют систему индексов почв, принятую для обозначения на почвенных картах, например К2сн — каштановые солонцеватые. При этом написанные друг за другом индексы без каких-либо знаков между ними обозначают комплекс (Лг Лгск Ск — комплекс луговых, луговых солончаковатых почв и солончаков), соединённые точкой — пятнистость (П1·П1·П3 — пятнистость слабо-, средне- и сильноподзолистых почв), соединённые плюсом — сочетание (П+Пб+Б — сочетание подзолистых, болотно-подзолистых и болотных почв), соединённые минусом — вариация (Пр-Пп-Пз — вариация песков развеваемых, полузакреплённых и закреплённых), соединённые знаком умножения — мозаика (Дк х Пдб х ВГП — мозаика дерново-карбонатных почв, подбуров и выходов горных пород), деления — ташет (Гткч:Гвкч — ташет типичных и выщелоченных горных коричневых почв). Для обозначения сложных комбинаций используют скобки, например (Чт·Чв)+Чт+Чч — сочетание пятнистости типичных и выщелоченных чернозёмов с чернозёмами типичными и лугово-чернозёмными почвами.

## История изучения
В. В. Докучаев рассматривал две группы закономерностей, определяющих смену почв в пространстве: зональные и топографические, при этом первой на начальных этапах развития почвоведения и географии почв уделялось гораздо большее внимание. Тем не менее, уже Н. М. Сибирцев, выделяя «типы пашни» счёл возможным даже «пёструю пашню» («чернозёмная с крапинками солонцов», «подзолистый суглинок с иловками» и т. п.) рассматривать как один тип (и выделил около 20 таких типов), если эта пестрота «однотипична, замыкается в одну и ту же схему», указывая что при этом необходимо вычислять долю различных почв в данном типе. Он же ввёл понятие «комбинация почв», главным фактором в образовании которой считал рельеф.
Г. Н. Высоцкий в 1910-х выявил генетические взаимосвязи между почвами, занимающими разные положения в рельефе. Эти идеи были развиты С. С. Неуструевым, в 1915 разделившим комплексы на обусловленные микрорельефом и мезорельефом и, рассматривая их уже не как частный случай, а как общее правило, предложивший даже заменить понятие «зональные почвы» на «зональные комплексы», а позже Дж. Мильном в 1930-х, сформулировавшим понятие катены. Также именно Неуструевым разработаны первые представления об эволюции СПП, сопряжённой с эволюцией рельефа.
Окончательно сформулирована концепция СПП была после накопления достаточного фактического материала и проникновения системного подхода в географию почв в 1960-х — начале 1970-х, главенствующая роль в этом принадлежит В. М. Фридланду, издавшему в 1972 году ставшую классической монографию «Структура почвенного покрова».